# Atypa bucktoni
Atypa bucktoni är en insektsart som beskrevs av Goding. Atypa bucktoni ingår i släktet Atypa och familjen hornstritar. Inga underarter finns listade i Catalogue of Life.